# محمد خرمگاه
محمد خرمگاه(زاده ۱ مهر ۱۳۵۲ سبزوار) بازیکن سابق و مربی فوتبال اهل ایران است.
او نیز در رده‌های مختلف سنی راه آهن تهران، فجر سپاسی، فجر سپاه تهران، استقلال تهران، بالستیر سنگاپور ،پگاه گیلان، تربیت یزد، عقاب ایرانیان و نیروی زمینی بازی کرده.
از سوابق مربیگری وی نیز می‌توان به سرمربیگری در تیم فراز قم و حاتم اردکان و مربیگری زیر ۲۲ سال تیم ملی نوجوانان اشاره کرد. وی به مدت یک فصل و نیم به عنوان مربی استقلال فعالیت کرد و هم اکنون مربی تیم فوتبال فولاد خوزستان می‌باشد.
سال ۱۳۷۳ از باشگاه فجر سپاه تهران به استقلال آمد و یکی از استقلالی‌هایی است که سال‌های زیادی را در این تیم به مدت ۹ سال بازی کرده بعد از بازی در این تیم به فجر سپاسی رفت و بعد از ۲ سال به سنگاپور رفت.

## افتخارات
باشگاه فوتبال استقلال تهران
قهرمانی
قهرمان جام حذفی فوتبال ایران ۷۵–۱۳۷۴
قهرمان لیگ فوتبال ایران ۷۷–۱۳۷۶
قهرمان  جام حذفی فوتبال ایران ۸۱–۱۳۸۰
قهرمان جام پرزیدنت ترکمنستان ۱۹۹۸
نایب قهرمان آسیا جام باشگاه‌های آسیا ۹۹–۱۹۹۸
مقام سوم آسیا جام باشگاه‌های آسیا ۰۲–۲۰۰۱
نایب قهرمان لیگ فوتبال ایران ۷۸–۱۳۷۷
نایب قهرمان جام حذفی فوتبال ایران ۷۸–۱۳۷۷